# Selenaspidus littoralis
Selenaspidus littoralis är en insektsart som beskrevs av Mamet 1954. Selenaspidus littoralis ingår i släktet Selenaspidus och familjen pansarsköldlöss.
Artens utbredningsområde är Madagaskar. Inga underarter finns listade i Catalogue of Life.